# Jongmyo
Il santuario di Jongmyo (in coreano: 종묘?, 宗廟?) è un edificio dedicato alle commemorazioni dei re e delle regine della dinastia Joseon.
Il santuario si trova a Seul, in Corea del Sud, ed è un luogo sacro per il confucianesimo, il più antico fra quelli dedicati ai sovrani che si sia conservato fino ad oggi, le cui cerimonie continuano una tradizione iniziata nel XIV secolo. Questo tipo di costruzioni era comune nella penisola coreana durante i tre regni di Corea, ma solo quelli della Dinastia Chosun sono giunti ai giorni nostri. Nel 1995 il santuario di Jongmyo è stato inserito nell'elenco dei patrimoni dell'umanità dell'UNESCO.

## Storia
Quando venne costruito nel 1394 per ordine del re Taejo si credeva che questo fosse uno degli edifici più lunghi di tutta l'Asia, se non il più lungo. La sala principale, il Jeongjeon, aveva sette stanze, ognuna delle quali era riservata per un re e la rispettiva regina. Il complesso venne espanso per ordine di Sejong il Grande, che fece costruire la Yeongnyeongjeon (Sala dell'eterno benessere). Negli anni successivi, l'abitudine di espandere il complesso continuò, soprattutto in direzione da ovest a est, soprattutto per la necessità di ospitare un maggior numero di tavolette commemorative durante il regno dei sovrani successivi; si arrivò ad un totale di 19 stanze.
Durante l'invasione giapponese del 1592 le forze d'occupazione bruciarono il complesso, che venne ricostruito nel 1601: questa seconda edificazione è quella che è giunta fino a noi. Anche le tavolette originarie si sono salvate, poiché durante l'invasione nipponica vennero nascoste nella casa di un comune cittadino. Esse sono composte da 19 tavolette dedicate ai re e 30 dedicate alle regine, messe in 19 stanze. Ognuna di queste stanze è molto semplice e solo due tavolette reali non sono conservate qui.
Delle porte di accesso del santuario, quella meridionale era riservata agli spiriti, quella orientale al re e quella occidentale ai celebranti dei rituali regali. Dal trono che si trovava nel palazzo Gyeongbokgung, uno dei cinque grandi palazzi della dinastia Chosun, il santuario di Jongmyo era visibile sulla sinistra del re, mentre il santuario di Sajik (un altro importante santuario del Confucianesimo) era visibile alla destra del re, una pratica derivata dalla tradizione cinese. Di fronte alla sala principale si trova il Woldae, un cortile lungo 150 metri e largo 100.

## Galleria d'immagini

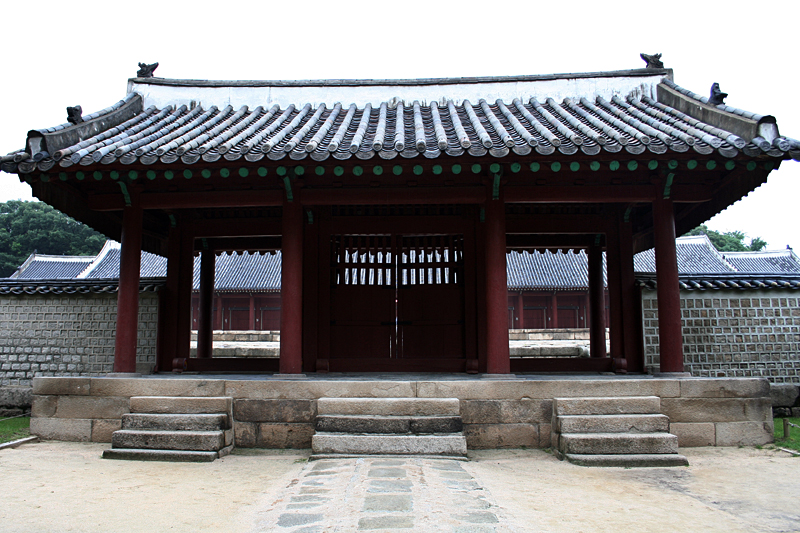
L'ingresso principale alla sala Jeongjeon
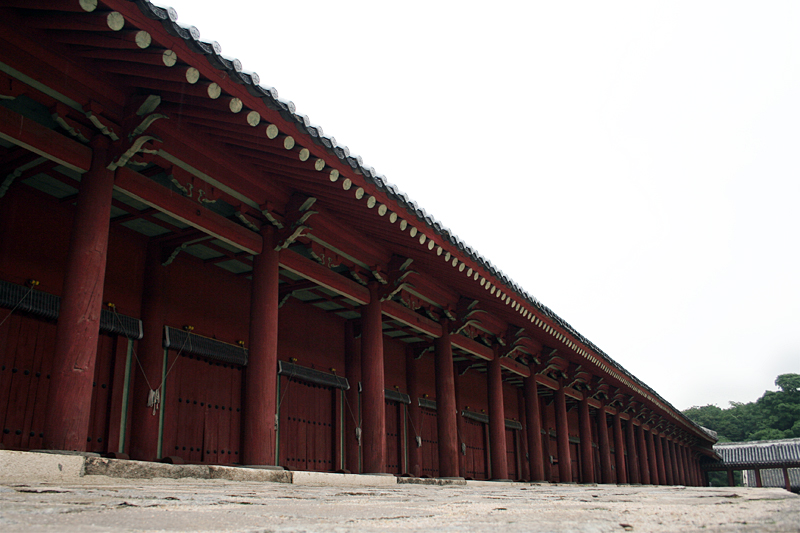
La sala principale, Jeongjeon
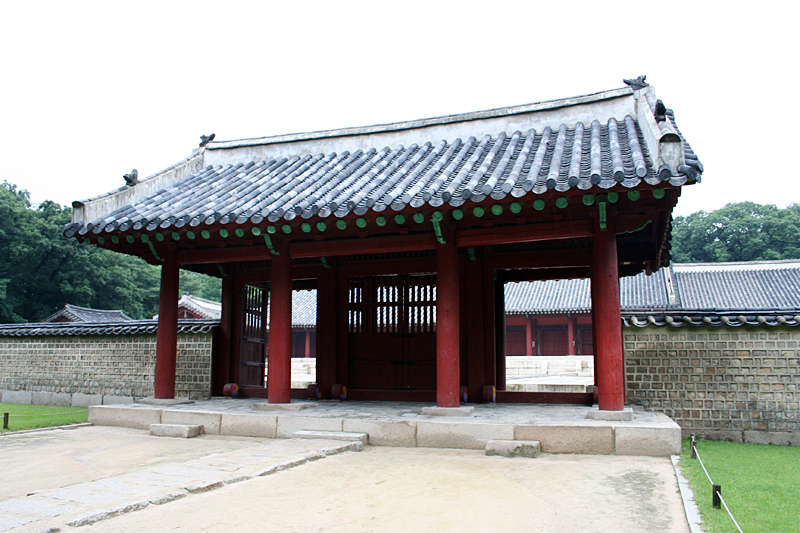
L'ingresso principale alla sala Yeongnyeongjeon
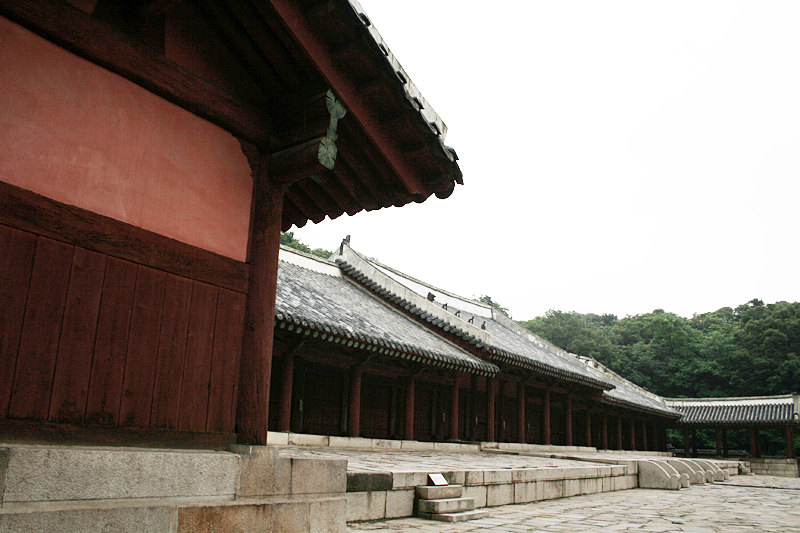
La sala Yeongnyeongjeon
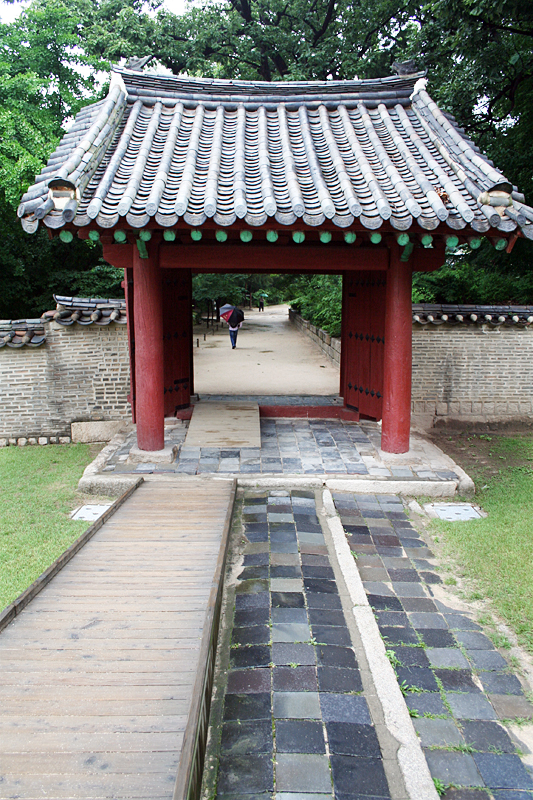
Una porta laterale
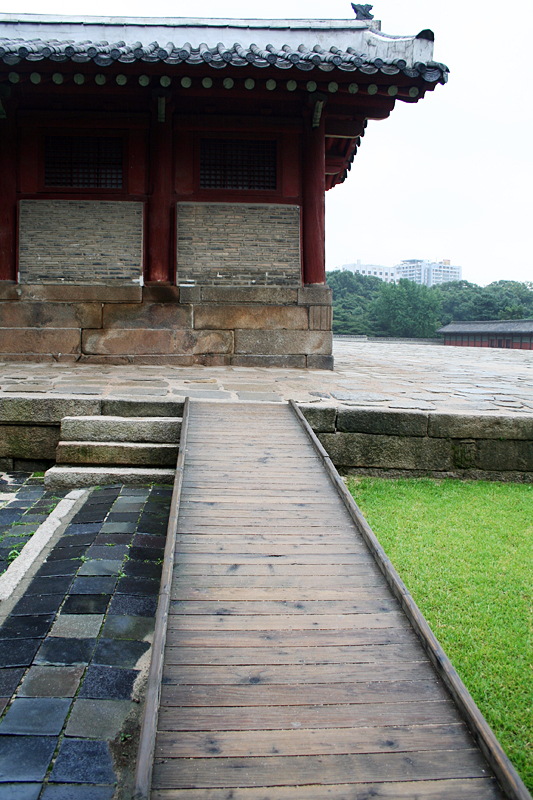
Una vista laterale della sala
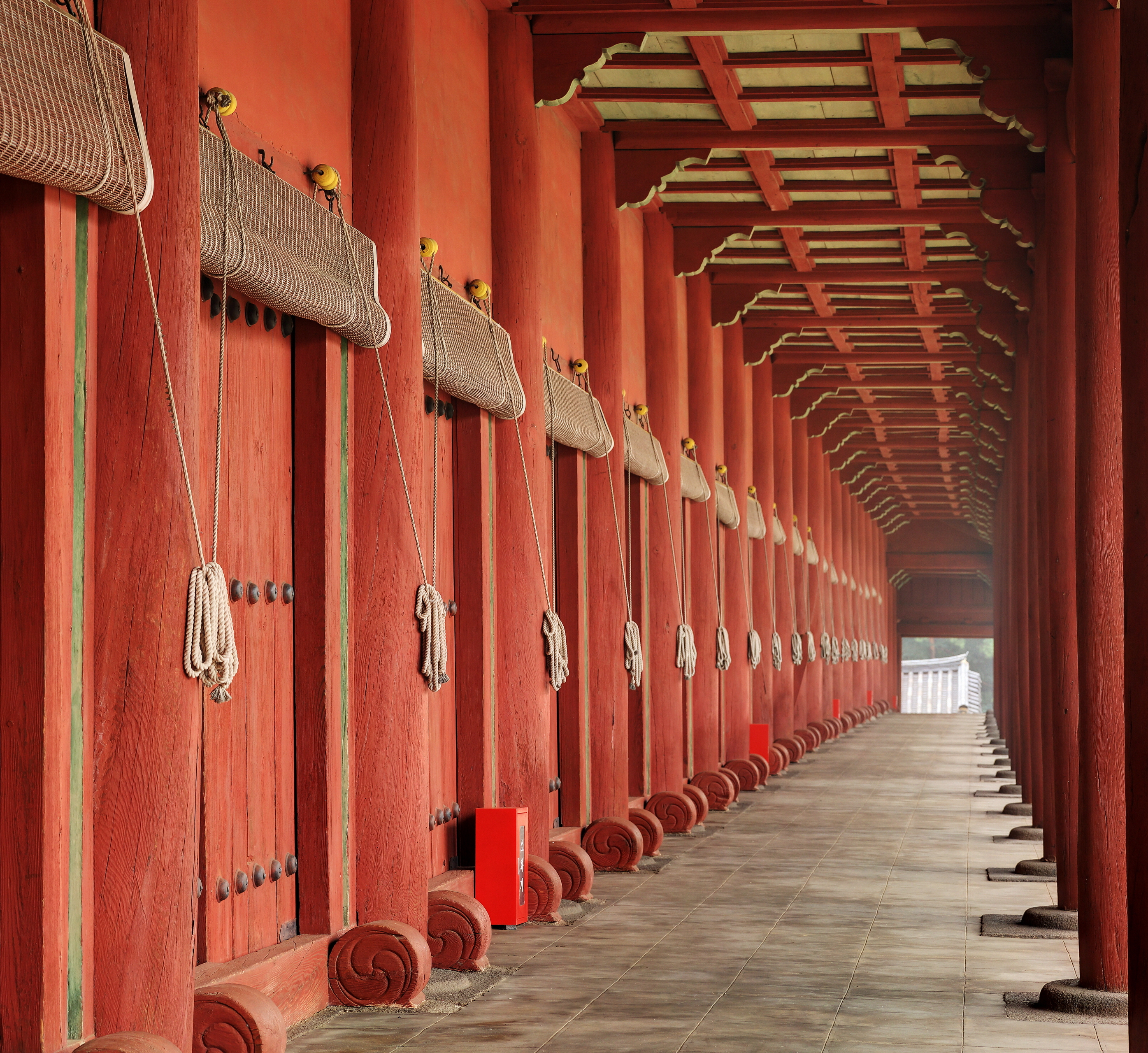
Corridoio, le porte laterali danno accesso alla stanza degli spiriti ancestrali (shinsil).